# Manhã de Carnaval
A Manhã de Carnaval (A karnevál reggele) a zeneszerző Luiz Bonfá és a szövegíró Antônio Maria dala. A brazil szerzeményt a Fekete Orfeusz című film tette örökzölddé.

## Előadta
(többek között)
- Luiz Bonfá + Antônio Carlos Jobim
- Frida Boccara
- Miriam Makeba
- Stan Getz
- Paul Desmond
- Gerry Mulligan
- Perry Como
- Mongo Santamaría
- Frank Sinatra
- Joan Baez
- Cannonball Adderley
- Julio Iglesias
- Chet Atkins
- John McLaughlin + Al Di Meola
- Plácido Domingo, José Carreras + Luciano Pavarotti
- Gal Costa, Maria Bethânia + Luciano Pavarotti
- Daniel Barenboim
- Maria Bethania + Hanna Schygulla
- Astrud Gilberto
- Pat Metheny